# 轮环藤酚碱
轮环藤酚碱（英語：Cyclanoline），又名汉防己丙素，是一种由千金藤属植物块茎中分离出的乙酰胆碱酯酶抑制剂。其化学结构为季铵盐。